# Монте Сакро
Мо́нте Са́кро или Свяще́нная гора́ (лат. Mons Sacer, итал. Monte Sacro) — в Риме одиноко возвышающийся холм на правом берегу Аньене близ её впадения в Тибр, в северной части города, в нескольких километрах к северо-востоку от холма Капитолия.
Холм получил своё название как место проведения языческих ритуалов авгуров и жрецов-гаруспиков. Гора была знаменита сецессиями, или удалениями на неё недовольного своим положением римского плебса в 494 и 449 годах до н. э.